# Бермудские Острова на летних Олимпийских играх 1968
Бермуды принимали участие в Летних Олимпийских играх 1968 года в Мехико (Мексика) в седьмой раз за свою историю, но не завоевали ни одной медали. Шестой раз подряд знаменосцем сборной был глава НОК Бермудских островов Уайтфилд Хэйвард.

## Результаты

### Лёгкая атлетика
| Спортсмен     | Дисциплина | Первый раунд | Первый раунд | Четвертьфинал        | Четвертьфинал        | Полуфинал            | Полуфинал            | Финал                | Финал                |
| Спортсмен     | Дисциплина | Время        | Место        | Время                | Место                | Время                | Место                | Время                | Место                |
| ------------- | ---------- | ------------ | ------------ | -------------------- | -------------------- | -------------------- | -------------------- | -------------------- | -------------------- |
| Энтони Харпер | 400 м      | 49.18        | 7            | Завершил выступления | Завершил выступления | Завершил выступления | Завершил выступления | Завершил выступления | Завершил выступления |
| Джеффри Пэйн  | 1500 м     | 4:18.9       | 11           | Завершил выступления | Завершил выступления | Завершил выступления | Завершил выступления | Завершил выступления | Завершил выступления |

### Парусный спорт
| Экипаж                                 | Класс  | Регата | Регата | Регата | Регата | Регата | Регата | Регата | Очки  | Место |
| Экипаж                                 | Класс  | 1      | 2      | 3      | 4      | 5      | 6      | 7      | Очки  | Место |
| -------------------------------------- | ------ | ------ | ------ | ------ | ------ | ------ | ------ | ------ | ----- | ----- |
| Джей Хупер                             | финн   | 20     | 13     | 22     | 23     | 17     | DNF    | DNS    | 167.0 | 24    |
| Кирк Купер Пенни Симмонс Ричард Белвин | дракон | 9      | 14     | 10     | 7      | 10     | 14     | 18     | 100.0 | 13    |